# Maison Koenig no 1

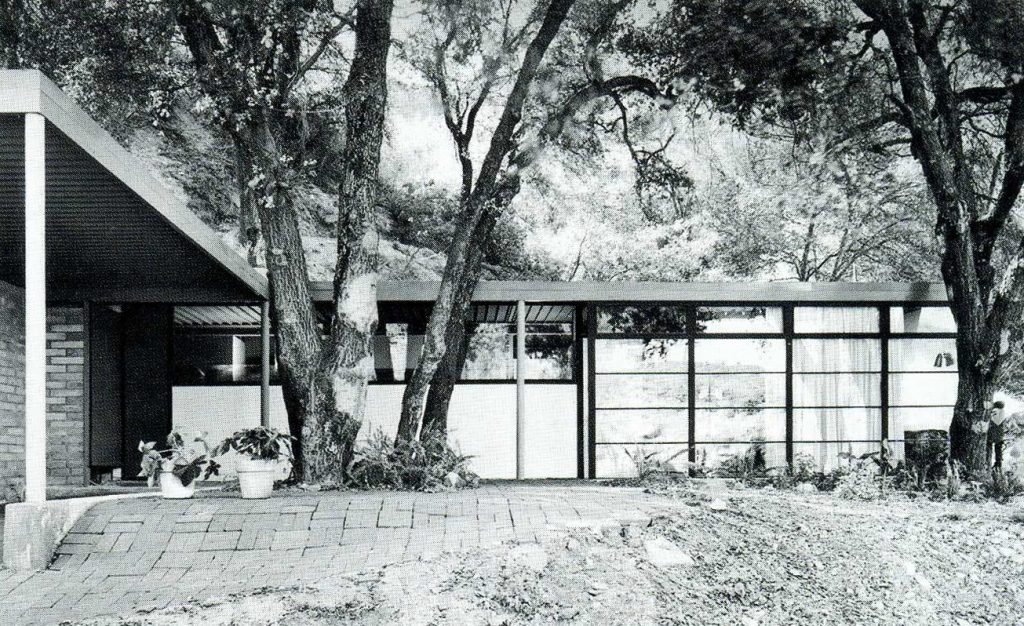
Maison Koenig no 1.

La Maison Koenig n° 1 est la première maison construite par l'architecte Pierre Koenig, en 1950, sur un terrain situé à Glendale. Cette habitation de 93 m2 constitue le tout premier manifeste de l'emploi de l'acier dans une construction individuelle, salué dès l'époque, notamment par l'industrie de l'acier[source insuffisante].

## La genèse du projet
Alors qu'il est dans sa dernière année de formation à l'Université de Californie du Sud, malgré le scepticisme de ses professeurs, Pierre Koenig entreprend de construire sa propre maison en acier. Le coût initial estimé à 12 000 USD est prohibitif pour cet étudiant qui rationalise tous les éléments de sa construction, par l'emploi d'équipements standards et par une réduction drastique des interventions de main d'œuvre sur le terrain.
Il réduit ainsi le coût à 5 000 USD ce qui lui permet de lancer la construction.

## L'emplacement

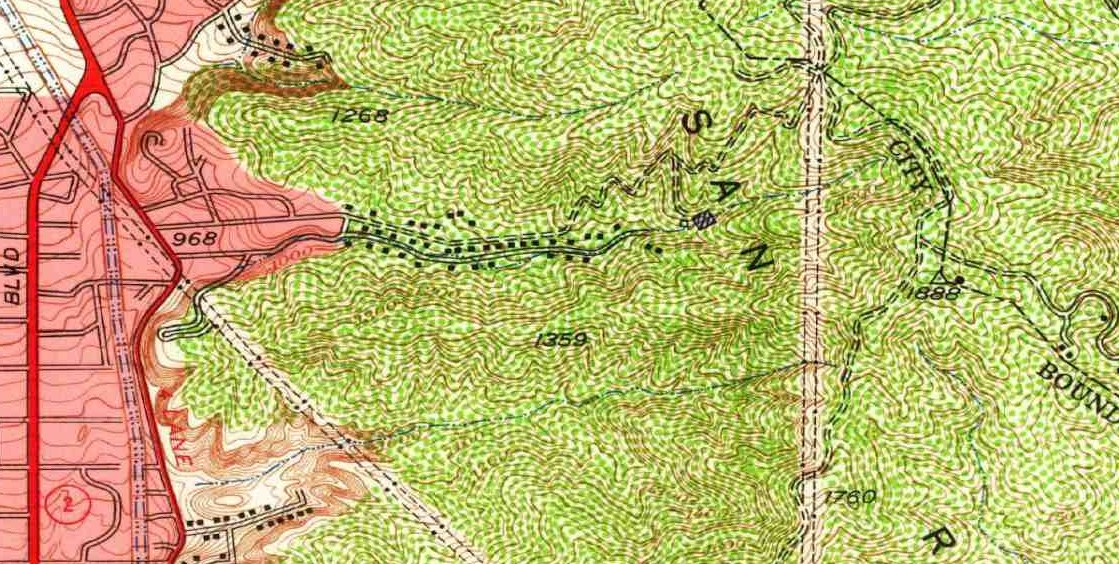
vue de l'Avenue en 1950, avec la maison de Pierre Koenig, avant la construction de la Glendale freeway.

Le terrain choisi est situé au 2002 Los Encinos Avenue à Glendale. Cette rue parcourt une petite vallée encaissée dans les San Rafael Hills de Los Angeles, situées entre Glendale et Pasadena. Les terrains pentus vers la rue sont donc complexes pour l'installation d'habitation, obligeant régulièrement les constructeurs à des travaux de décaissement puis de terrassement importants. 
Contrairement à la maison Lamel que l'architecte va construire un peu plus bas dans la rue, Pierre Koenig fait le choix de construire la maison dans l'axe longitudinal de la rue. 
Le terrain une fois décaissé va être conforté par un mur de soutènement qui servira également de paroi au car-port.

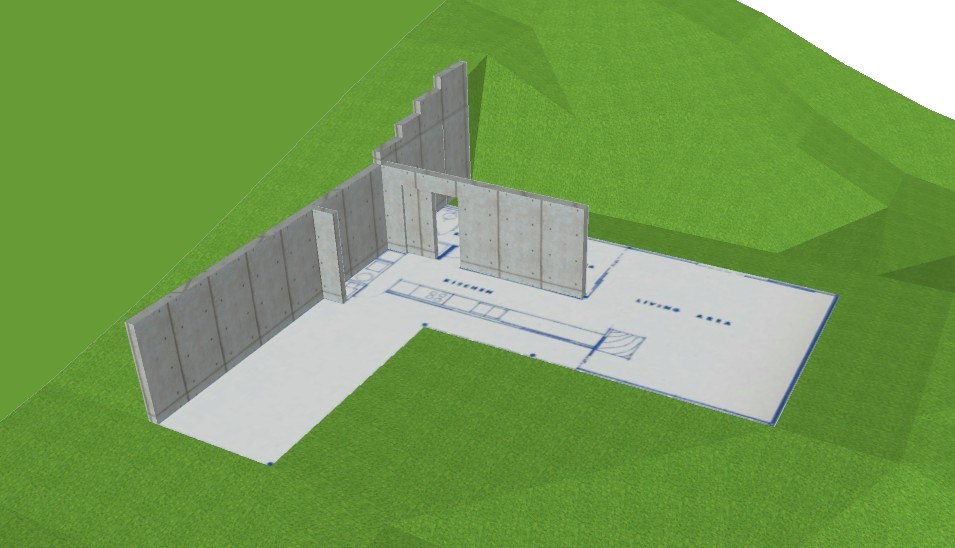
Soutènement de la maison.

## Construction
Le plan de la construction est en L et basé sur une grille de 10 pieds (environ 3 mètres). La maison occupe un rectangle de 20 pieds sur 40 pieds soit environ 74 m2. Le garage à la perpendiculaire, occupe un rectangle de 10 pieds sur 20 pieds soit environ 19 m2.
Pour les calculs de la structure en acier, Pierre Koenig va faire appel à William Porush qui est un ingénieur structure et qui travaillera avec Pierre sur plusieurs autres habitations.
La maison prend appui sur le mur de soutènement en limite de propriété, conforté de deux petits murs de refend.

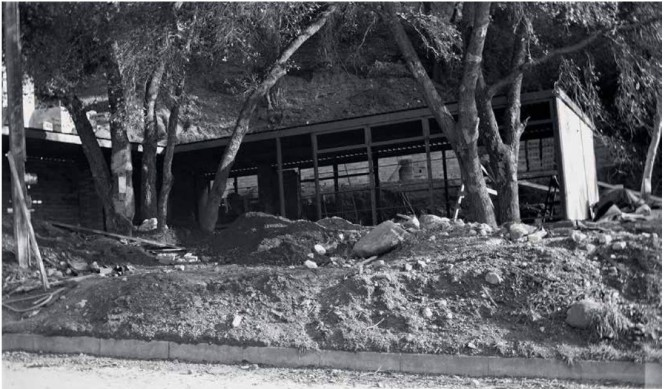
Vue de la maison en 1951.

La construction de ce mur en blocs de béton sera un des postes les plus coûteux de la maison car nécessitant de la main d'œuvre. Le toit de la maison prend ensuite appui sur des poteaux cylindriques de 8 cm de diamètre, remplis de béton (nommés Lally column (en)). Ces poteaux sont reliés à leur sommet par des poutres en C, l'axe central de la maison est traversé une poutre en I.

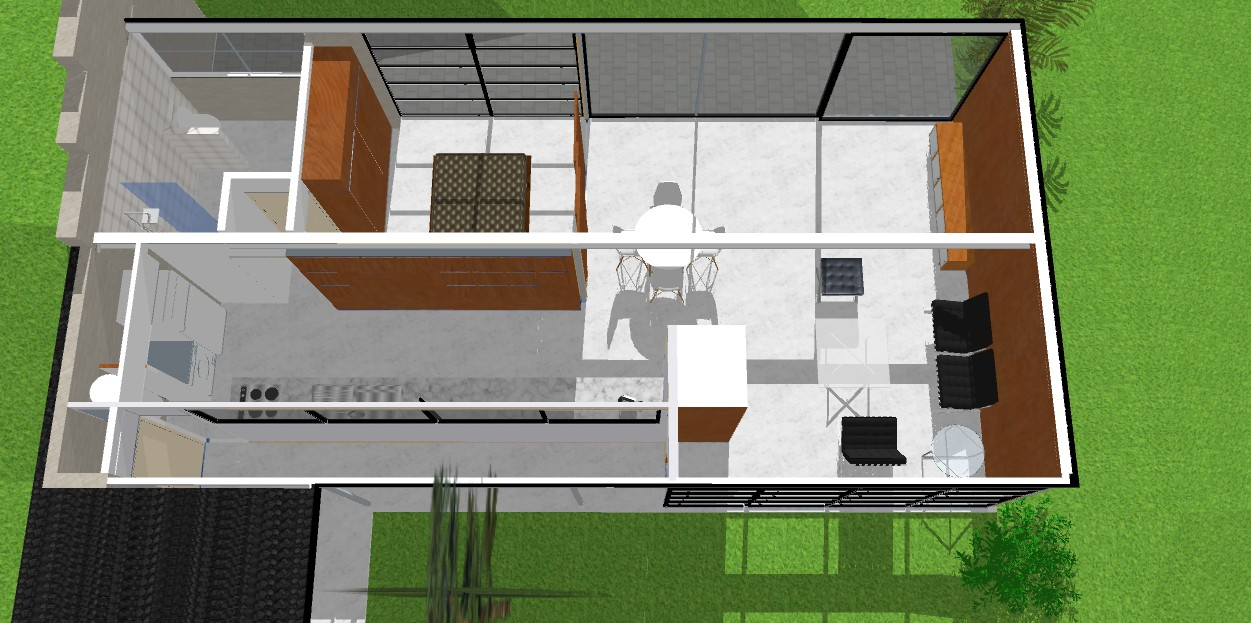
plan de la maison.

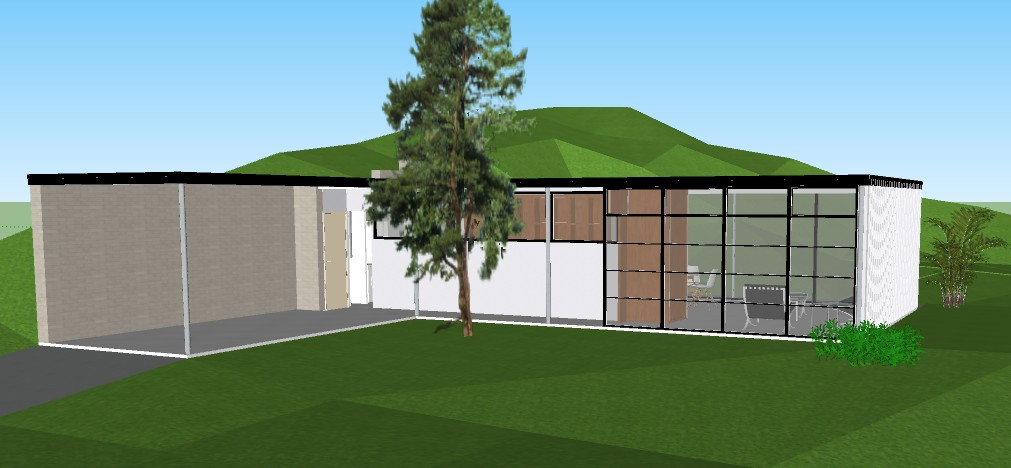
Vue de face avec le car-port et le séjour.

La paroi du séjour est réalisée en acier, recouvert côté intérieur par des panneaux en bois recouverts d'un plaquage en liège. Toutes les huisseries ont des dimensions standard, de manière à réduire les coûts au maximum.
Les parois internes sont légères, souvent faites de bois. Le plan de circulation est d'une grande fluidité, aéré préfigurant l'efficacité trouvée dans les maisons Stahl et Bailey.

## La maison dans les médias
Dès sa construction, la maison obtient une reconnaissance de la part de l'industrie de l'acier. La National Steel Corporation (en) de Pittsburgh publie deux pages de publicité dans Time et Newsweek magazine en 1956.
La même année, un article est proposé dans le magazine Arts & Architecture de John Entenza, avec pour titre : « Steel Frame House: Pierre Koenig ».
Le photographe Julius Shulman a réalisé en 1952 une série de photographies de la maison, répertoriées et accessibles en ligne par le Getty Center.

## Démontage de la maison
En 1960, le chantier de construction de la Glendale Freeway (en) est lancé. L'autoroute traverse les San Rafael Hills et coupe la Los Encinos Avenue en deux. En effet, les voies à cet endroit seront supportées par un remblai de 40 mètres de haut. La Los Encinos Avenue se terminera alors en cul-de-sac au no 1942.
De nombreux propriétaires dont Pierre Koenig sont expropriés[source secondaire souhaitée]. La maison no 1 de Koenig situé sur ce terrain est démontée. Il n'y en a plus aucune trace.